# Neuroxena funereus
Neuroxena funereus là một loài bướm đêm thuộc phân họ Arctiinae, họ Erebidae.